# Mainbrücke Freudenberg
Die Mainbrücke Freudenberg ist eine Straßenbrücke in Unterfranken, die bei Flusskilometer 132,700 den Main mit der Landesgrenze zwischen Bayern und Baden-Württemberg überspannt. Sie überführt die Staatsstraße 2315. Das Bauwerk besitzt zwei Fahrstreifen sowie beidseitig Gehwege und verbindet Freudenberg mit Kirschfurt, einem Ortsteil Collenbergs.

## Geschichte
Am 21. Mai 1906 wurde die auf der rechten Mainseite in Bayern liegende Bahnstrecke Miltenberg–Stadtprozelten eröffnet. Eine Mainbrücke als feste Verbindung Freudenbergs mit seinem Bahnhof auf bayerischem Gebiet wurde vom Juni 1906 bis November 1907 errichtet, nach dem Abschluss eines Staatsvertrages zwischen dem Königreich Bayern und dem Großherzogtum Baden. Das Bauwerk hatte sechs 30 bis 33 m weit spannende Bögen aus Bruchsteinmauerwerk. Die Baukosten betrugen ohne Grunderwerb 540.000 Mk und wurden je zur Hälfte von den beiden Ländern getragen.
Im Zweiten Weltkrieg sprengten deutsche Truppen in der Nacht vom 30. auf 31. März 1945 die Brücke, wobei alle sechs Bögen zerstört wurden. Der Wiederaufbau der Brücke begann im Juni 1949 mit einer Trümmerräumung.
Anschließend wurden die Widerlager umgebaut und drei neue Pfeiler errichtet. Die Montage des Überbaus der Stahlbalkenbrücke begann im Frühjahr 1950, die Fahrbahnplatte war bis September betoniert. Am 28. November 1950 wurde das Bauwerk eingeweiht und dem Verkehr übergeben. Die Baukosten betrugen 880.000 DM. Bis zur Brückenfertigstellung war ein Fährbetrieb mit einer Fähre am Hochseil eingerichtet worden.

## Konstruktion
Die Balkenbrücke von 1950 ist eine Verbundkonstruktion. Sie besitzt zwei stählerne Vollwandträger, die durch Querrahmen miteinander verbunden sind, und eine oben liegende Verbundfahrbahnplatte aus Stahlbeton. Die Stahlkonstruktion hatte eine Masse von 480 t. Das Bauwerkssystem in Längsrichtung ist bei den beiden Endfeldern der Einfeldträger mit Stützweiten von 45 m beziehungsweise 48 m und bei den beiden mittleren Öffnungen der Durchlaufträger mit Stützweiten von jeweils 58 m. Die Betonpfeiler sind mit Buntsandstein verkleidet und weisen eine Breite von 5,0 m bei den beiden äußeren Trennpfeilern und 2,7 m beim mittleren Pfeiler auf.

## Skulptur

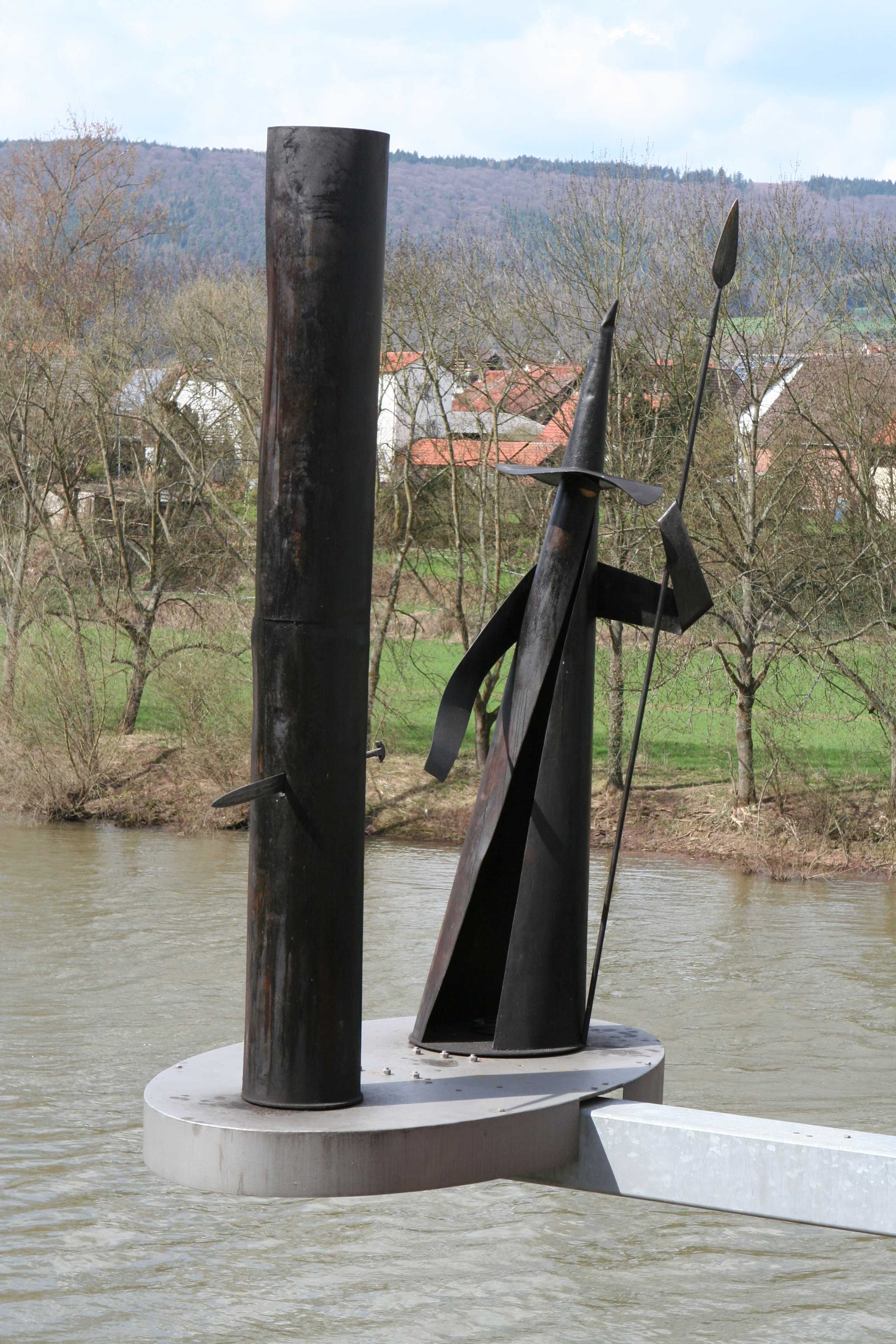
Wodan – das Schwert im Baum

Neben der Kanzel des südlichen Brückenpfeilers steht im Zuge der Nibelungenstraße seit dem Jahre 2002 die Skulptur Wodan und das Schwert im Baum des Künstlers Jens Nettlich aus Winningen.

## Rezeption
Bernhard Setzwein thematisierte den Bau der Brücke, ihre Sprengung 1945 und den Fährbetrieb mit der Fähre Niegedacht bis 1950 in seinem Theaterstück Niegedacht, das im Auftrag des Freudenberger Burgschauspielvereins entstand und im Sommer 2003 auf der Burg Freudenberg aufgeführt wurde.